# Linycus temporalis
Linycus temporalis är en stekelart som beskrevs av Heinrich 1971. Linycus temporalis ingår i släktet Linycus och familjen brokparasitsteklar. Inga underarter finns listade i Catalogue of Life.